# FtsZ
FtsZ – białko, prokariotyczny homolog tubuliny. Homologiczny w granicach 10-18% na poziomie aminokwasów, jego struktura trzeciorzędowa jest bardzo podobna do struktury tubuliny. Jego polimeryzacja jest zależna od obecności GTP. Występuje u większości bakterii i Archae, a także w plastydach oraz w mitochondriach niektórych eukariotów.